# Sally Mann

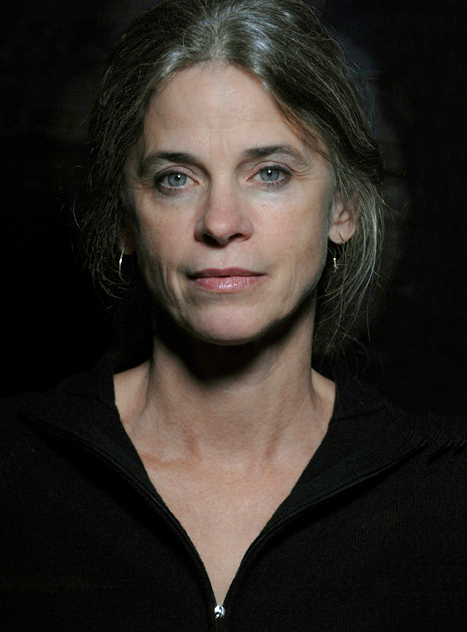
Sally Mann w roku 2007
na fotografii autorstwa Michelle Hood

Sally Mann (ur. 1 maja 1951 w Lexington, Wirginia, USA) – amerykańska artystka-fotografik. 
Sally Mann ukończyła Putney School w stanie Vermont w roku 1969, 
Studiowała w Bennington College w Bennington (Vermont) i Friends World College uniwersytetu Long Island, na uniwersytecie Hollins w stanie Wirginia uzyskała tytuły Bachelor of Arts i Master of Arts za twórczość literacką. 
Jeszcze podczas nauki w szkole w Putney zainteresowała się fotografią. Posługiwała się otrzymanym od ojca kliszowym aparatem o formacie 5x7 cali. Z czasem fotografia stała się jej zawodem. 
Rozgłos przyniósł jej album „Immediate Family“ z 65 czarno-białymi fotografiami dzieci, w tym trójki jej własnych: Jessie, Virginii i Emmetta. Oprócz przychylnych krytyk album spotkał się z zarzutem pornografii dziecięcej, gdyż na niektórych fotografiach dzieci były nagie lub półnagie. 
W połowie lat dziewięćdziesiątych Sally Mann zajęła się fotografią krajobrazową, szczególnie widokami lasów w południowych stanach USA, z wieloma odniesieniami do wojny secesyjnej 1861-1865. Przy tym posługiwała się aparatem mieszkowym na format 8 x 10 cali i mokrymi kliszami kolodionowymi, a więc techniką z połowy XIX wieku.
Po upadku z konia w roku 2006 i ciężkim uszkodzeniu kręgosłupa ograniczyła się do autoportretów, później też do zdjęć męża cierpiącego na dystrofię mięśni.
Do roku 2010 opublikowała osiem albumów fotografii.
Jej prace znajdują się w zbiorach muzeów w USA i Europie, w tym w Metropolitan Museum of Art oraz Whitney Museum of American Art w Nowym Jorku. Otrzymała wiele nagród, w tym nagrodę Muzeum Guggenheima w Nowym Jorku.

## Dzieła (wybór)
- At Twelve. Portraits of Young Women
- Immediate Family
- Still Time
- What Remains
- Deep South